# کینتا (اکلاهما)
کینتا(به انگلیسی: Kinta) شهری در ایالت اکلاهما کشور ایالات متحده آمریکا است که جمعیت آن در سرشماری سال ۲۰۱۰ میلادی، ۲۹۷ نفر بوده‌است.